# أم العظام (سوريا)
أم العظام هي إحدى القرى الواقعة تحت السيادة السورية, والتابعة لمحافظة القنيطرة في هضبة الجولان بجنوب غرب سوريا.
مزرعة في هضبة الجولان، تتبع قرية الصمدانية ومنطقة القنيطرة، محافظة القنيطرة، (100ن-887م). تقع في أرض شديدة الوعورة، تكثر فيها الصبات البركانية، بين وادي الرقاد شرقاً وتل المدارية غرباً، وهي إلى الشرق من مدينة القنيطرة بمسافة 4 كم. انشئت في أواسط القرن العشرين من قبل جماعة من البدو، يعمل سكانها بالزراعة البعلية البسيطة، وبتربية الأغنام والأبقار. تشرب المزرعة من المياه المنقولة من القرى المجاورة بالصهاريج.